# La película Pokémon: Genesect y el despertar de una leyenda
Pocket Monsters Best Wishes! Shinsoku no Genesect Mewtwo Kakusei! (劇場版ポケットモンスター ベストウイッシュ!神速のゲノセクトミュウツー覚醒! Gekijōban Poketto Monsutā Besuto Uisshu! Shinsoku no Genosekuto Myuutsū kakusei!?, Pocket Monsters Best Wishes! la Película: Genesect Velocidad extrema , el despertar de Mewtwo!), conocida en Estados Unidos como Genesect and the Legend Awakened,  es la decimosexta película de Pokémon, la cual se enmarca dentro de la serie Negro y Blanco. Esta película es protagonizada por los Pokémon legendarios: Genesect y Mewtwo; y se emitió el 13 de julio del 2013 en los cines japoneses. El Mewtwo de esta película no es el mismo que conoció Ash en la primera película (Pokémon The First Movie: Mewtwo Strikes Back).
El Corto de Pikachu que acompaña la emisión de esta película en los cines japoneses es el número 19 y está protagonizada por Eevee y sus evoluciones. En Japón esta película tiene un prólogo como especial de TV que se emitió el 11 de julio de 2013 por el canal TV Tokyo, y este es el especial 12, donde aparece Virgil con su escuadrón de rescate Pokémon y otros nuevos personajes, donde ellos se topan con Mewtwo herido y afrontan una batalla y narran cómo Mewtwo puede adquirir esta nueva forma. Esta película se emitió por el canal TV Tokyo el 8 de agosto de 2013 junto con el corto Pikachu 19.

## Transmisión
Se emitió el 13 de julio de 2013 en los cines japoneses. En España y Estados Unidos se estrenó el 19 de octubre de 2013. En España se emitió por el canal Clan TVE. En Hispanoamérica se estrenó el 30 de mayo de 2014 por Cartoon Network Latinoamérica.

## Argumento
Mewtwo se encontraba volando junto a otros Pokémon y éste se desafía a sí mismo, transformándose en su forma mega para impulsarse y así ver si es capaz de llegar al espacio. Ya estando más allá de la termosfera se da cuenta de que no puede seguir y se deja caer, hasta que siente una voz telepática de un Pokémon diciendo que quiere ir a su hogar y decide ir hacia donde está para investigar. Al llegar a la zona montañosa se encuentra con el Ejército Genesect, el cual es amenazado por una gran avalancha; Mewtwo llegó a tiempo y cambio a su forma mega, pudiendo salvar solo a los Cuatro Genesect, pero no el variocolor. Mientras tanto, Mewtwo navegó en los pensamientos de uno de ellos y se dio cuenta, que al igual que él, ellos fueron creados a través de científicos del Equipo Plasma. En eso, aparece el Genesect variocolor y ataca a Mewtwo, ya que este desconfía de todos y Mewtwo trata de explicarle que la tierra en donde vivían ha cambiado puesto que han pasado muchos años, pero el Genesect variocolor aún desconfiando manda a atacar a Mewtwo y se van.
Mewtwo sigue a los Genesect a la ciudad de Nueva Tork en donde estos planean establecer su nuevo hogar, ya que los edificios y su estructura les recuerdan mucho al antiguo. Al llegar, Mewtwo ve que uno de los Genesect está por atacar al Pikachu de Ash y al Axew de Iris y los protege al instante; se presenta ante Ash y los demás y les explica quiénes son los Genesect y quién es él. Se entera de que los Genesect estaban atacando las Cumbres Pokémon junto a los Pokémon que habitan ahí, echando a todos ellos para poder crear su hogar con forma de nido. Por lo que Mewtwo va hacia allá para pararlos. Al llegar, Mewtwo salva a un Feraligatr que estaba a punto de caer y trata de convencer al Genesect variocolor que lo que estaba haciendo está mal pero este no lo escucha y ataca a Mewtwo, por lo que a Mewtwo no lo queda otra opción que luchar contra él, transformándose en Mega-Mewtwo Y.
Luego protege a todos los Pokémon de los Genesect y combate contra ellos, pero más con el variocolor hasta que Ash los detiene a ambos y todos los Pokémon, hasta los otros cuatro Genesect, tratan de darle a entender al Genesect variocolor que se detenga pero este sigue en contra de ellos. Entonces Mewtwo se lleva a Genesect hasta el espacio exterior y le muestra el plantea Tierra diciéndole que todos son amigos, incluidos ellos de los humanos, y que todos viven en él; al explicarle esto Genesect cambia de idea y ambos vuelven a la Tierra en forma de un cometa pero son amortiguados por una gran bola de agua hecha por los Pokémon.

## Curiosidades
- En la película, no aparecen algunas escenas que aparecieron en los tráileres como:
  - En los primeros tráileres salen escenas donde Ash y compañía están tranquilos en las colinas y los Genesect llegan atacándolos a todos, posterior a esto el Genesect rojo ataca al grupo con un Tecno shock, donde Mewtwo aparece salvándolos con protección.
  - Cuando el equipo Rocket queda pegado al nido de los Genesect después de caer o cuando edificios de la ciudad de Nueva Tork están incendiados y los Pokémon tratan de apagar el incendio mientras Mewtwo es atacado por los cinco Genesect.
  - También una escena donde se ve al Genesect rojo atacando un edificio con gente por la noche y en otra de día atacando a civiles.
- Según las escenas de los recuerdos de Mewtwo, este no es el mismo de la película Mewtwo contraataca e incluso el equipo científico que lo creó tampoco es el mismo.
- Este Mewtwo tiene voz de mujer y se hace referencia a sí mismo como una chica (en una escena dice "siempre creí que estuve sola"). Mientras que el anterior tenía voz masculina en todas sus versiones, aunque esto es referencia de que Mewtwo no tiene género.
- Es la película de menor duración, junto con la de Kyurem Vs. el Espadachín Místico
- En las escenas donde se ven los televisores de la ciudad se puede apreciar las escenas de Bálfut Pokémon de la película Zoroark: El Maestro de Ilusiones.
- Al igual que en Zoroark: El Maestro de Ilusiones, en los créditos aparecen los rivales que han tenido los protagonistas durante la serie Negro y Blanco, además de todos los líderes de gimnasio de Unova/Teselia, Mirto y la aparición especial de N.
- En la película Mewtwo no necesita ninguna mega-piedra para megaevolucionar en Mega-Mewtwo Y, ni siquiera aparece el destello que se ve cuando estos megaevolucionan.
- Se podría decir que el Mega-Mewtwo Y es un Pokémon adelantado ya que las megaevoluciones fueron introducidas en la sexta generación y no en la quinta.

### Errores
- Cuando Genesect empieza a atacar a los Pokémon por la noche, a Pikachu le falta la punta negra de la oreja izquierda.
- En la versión hispanoamericana, Cilan/Millo dice: "Estos Ralts están muy lastimados". Pero solo había uno.
- Cuando los Genesect ven que el Genesect Variocolor y Mewtwo caen, además del que está con Ash, se puede ver otros cuatro Genesect cuando deberían ser solo tres.

## Personajes

### Humanos
Ash (サトシ Satoshi?)
 Seiyū: Rica Matsumoto
Iris (アイリス Airisu?)
 Seiyū: Aoi Yūki
Cilan (デント Dento?)
 Seiyū: Mamoru Miyano
Jessie (ムサシ Musashi?)
 Seiyū: Megumi Hayashibara
James (コジロウ Kojirō?)
 Seiyū: Shinichirō Miki
Enfermera Joy (ジョーイ Jōi?)
 Seiyū: Chika Fujimura
Eric (エリック Erikku?)
 Seiyū: Megumi Hayashibara

### Pokémon
Pikachu (ピカチュウ?)
 Seiyū: Kaoru Mizuhara
Meowth (ニャース Nyarth?)
 Seiyū: Inuko Inuyama
Mewtwo (ミュウツー Myuutsū?)
 Seiyū: Reiko Takashima
Genesect Rojo (赤いゲノセクト Akai Genosekuto?)
 Seiyū: Kōichi Yamadera
Genesect de Agua (水ゲノセクト Mizu Genosekuto?)
 Seiyū: Sumire Morohoshi
Genesect de Hielo (氷ゲノセクト Kōri Genosekuto?)
 Seiyū: Akeno Watanabe
Genesect de Fuego (炎ゲノセクト Honō Genosekuto?)
 Seiyū: Kiyotaka Furushima
Genesect Electrico (赤いゲノセクト Kaminari Genosekuto?)
 Seiyū: Kensuke Satō

## Reparto
| Personaje            | Seiyū              | Doblaje en Estados Unidos | Doblaje en España | Doblaje en Hispanoamérica |
| -------------------- | ------------------ | ------------------------- | ----------------- | ------------------------- |
| Satoshi/Ash          | Rica Matsumoto     | Sarah Natochenny          | Adolfo Moreno     | Miguel Ángel Leal         |
| Pikachu              | Kaoru Mizuhara     |                           |                   |                           |
| Iris                 | Aoi Yūki           | Eileen Stevens            | Belén Rodríguez   | Susana Moreno             |
| Cilan/Millo          | Jason Griffith     | Mamoru Miyano             | Fernando Cabrera  | Bruno Coronel             |
| Musashi/Jessie       | Megumi Hayashibara | Michele Knotz             | Amparo Valencia   | Diana Pérez               |
| Kojirō/James         | Shinichirō Miki    | Carther Cathcart          | Iván Jara         | José Antonio Macías       |
| Nyarth/Meowth        | Inuko Inuyama      | Carther Cathcart          | José Escobosa     | Gerardo Vásquez           |
| Enfermera Joy        | Chika Fujimura     | Alyson Rosenfeld          | Sara Heras        | Mildred Barrera           |
| Eric                 | Takashi Yoshimura  | Jake Paque                | David Robles      | Eleazar Muñoz             |
| Mewtwo/Mega-Mewtwo Y | Reiko Takashima    | Miriam Pultro             | Gemma Martín      | Elena Ramírez             |
| Narrador             | Unshō Ishizuka     | Rodger Parsons            | Amparo Valencia   | Gerardo Vásquez           |

## Recepción
Genesect and the Legend Awakened recibió críticas mixtas a positivas por parte de la audiencia y los fanes. En el sitio web Rotten Tomatoes la audiencia le dio una aprobación de 36%, basada en más de 30 votos, con una calificación promedio de 3.0/5. En la página web IMDb tiene una calificación de 5.5 basada en más de 400 votos. En la página Anime News Network posee una puntuación aproximada de 6 (decente), basada en más de 20 votos, mientras que en MyAnimeList tiene una calificación de 6.7, basada en más de 6000 votos.